# Герб Новобузького району
Герб Новобу́зького райо́ну — офіційний символ Новобузького району  Миколаївської області, затверджений 20 червня 2003 року рішенням №151 X сесії Новобузької районної ради 24 скликання.

## Опис
Гербовий щит має форму чотирикутника з півколом в основі. Поле щита перетяте хвилясто синім і срібним. У верхньому полі — золотий Свято-Михайлівський Пелагеївський жіночий монастир із золотим сяйвом. У нижньому — покладені навхрест піка та стяг Улано-Бузької дивізії. 
Щит обрамований срібним декоративним картушем із золотими колосками і блакитними волошками.